# District de Yancheng (Taïwan)
Pour les articles homonymes, voir Yancheng (homonymie).
Le  district de Yancheng est un district de Kaohsiung.
Le plus petit district administratif de la ville de Kaohsiung. Toute la zone est principalement formée par la récupération des sédiments au fond du port de Kaohsiung lors de la construction du port.Le terrain est plat, le climat est un climat de mousson tropicale et les industries sont principalement l'industrie et le commerce.
En raison du développement urbain, les zones urbaines vieillissent progressivement et les activités industrielles et commerciales se sont déplacées vers d'autres zones urbaines émergentes, perdant le statut des centres commerciaux précédents.